# Porrentruy
Porrentruy er en by i det nordvestlige Schweiz med 6.675(2018) indbyggere. Byen ligger i Kanton Jura, ved foden af Jurabjergene.